# Air Urga
Air Urga ist eine ukrainische Fluggesellschaft mit Sitz in Kropywnyzkyj. Sie fliegt national und international Linienflüge, Charterflüge und Frachtflüge.
Die Air Urga steht seit dem 17. Mai 2017 auf der Liste der Liste der Luftfahrtunternehmen, denen in der Europäischen Union der Betrieb untersagt ist.

## Flotte
Die Flotte besteht Stand Juni 2022 aus folgenden Flugzeugen:
Aircharterguide listet:
- 1 Saab 340B
- 1 Antonow An-24
- 2 Antonow An-26 (Frachtflugzeug)

Planespotters listet:
- 5 Saab 340B

## Zwischenfälle

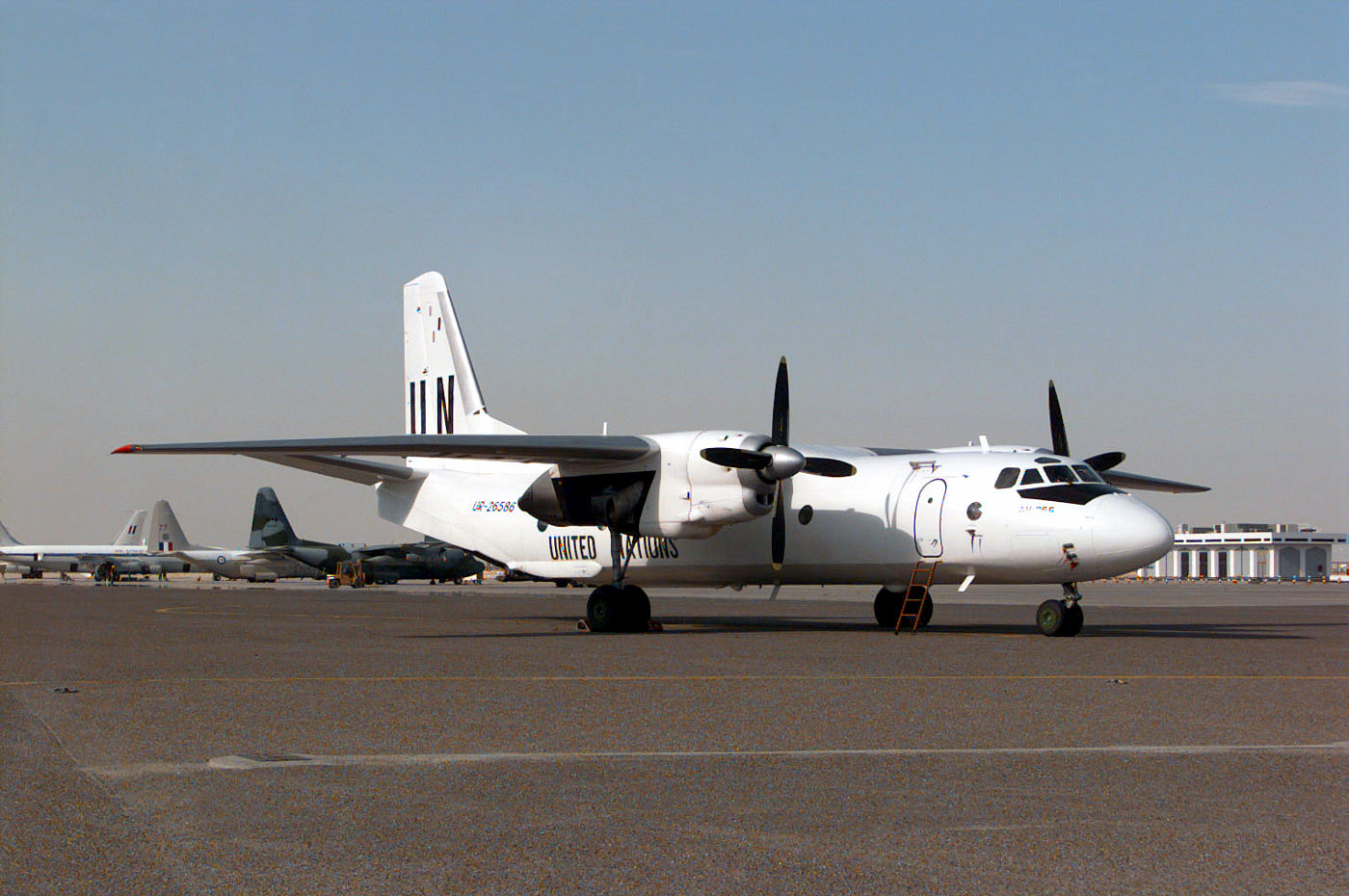
Die verunglückte Antonow An-26B (Kennzeichen UR-26586)

Die Air Urga verzeichnete bis jetzt nur zwei Zwischenfälle, beide ohne Todesfolgen, dabei musste aber eine Antonow An-26B (Kennzeichen UR-26586) abgeschrieben werden.
Am 10-02-2025 Verunglückte die Antonov An-26 UR-EL am Flughafen N'Délé (NDL) Zwei Personen wurden verletzt.